# Bombardino barítono
El bombardino barítono, comúnmente conocido como barítono o como fliscorno barítono, es un instrumento de viento-metal. Es una variedad del bombardino y, al igual que otros miembros de su familia, posee un taladro cónico. Un bombardino barítono utiliza una boquilla grande, similar a las de un trombón o un bombardino. Está afinado en Si♭ (bemol), una octava por debajo del Si♭ de la trompeta. 
En el Reino Unido, este instrumento se encuentra casi exclusivamente en las bandas de viento-metal. También es un instrumento común en las bandas de la escuela secundaria y la universidad. Sin embargo, por lo general es sustituido por un bombardino. Desde hace tiempo ha habido mucha confusión en los Estados Unidos entre el bombardino y bombardino barítono, debido principalmente a la antigua práctica de los fabricantes de bombardino estadounidenses de llamar a sus modelos profesionales por su nombre y a los usados por los estudiantes como bombardinos barítonos. Aunque esta práctica casi se ha detenido, la confusión persiste hasta el día de hoy.

## Ideas erróneas
Tradicionalmente se ha cometido el error de común de catalogar al instrumento de tres válvulas como barítono y al de cuatro válvulas como bombardino. Ello es debido a la vieja práctica de los fabricantes de instrumentos de metal estadounidenses de llamar bombardino a los modelos profesionales y barítono a los modelos para estudiantes. Este error se sigue manteniendo hoy en día. En ocasiones, el bombardino barítono es llamado barítono de taladro británico en Estados Unidos para evitar esta confusión.
Las diferencias entre el barítono y el bombardino son el tamaño y la anchura del taladro, que en el caso del barítono es principalmente cónico mientras que en el del bombardino es mayoritariamente cilíndrico. Ambos producen notas en la serie armónica de Si♭, y ambos tienen un tubo principal de nueve pies de largo, el barítono tiene un taladro y una campana mucho más pequeños. El bombardino tiene un timbre más sólido y grave.